# Las máscaras del fascismo
Las máscaras del fascismo es un ensayo del escritor boliviano Juan Claudio Lechín, publicado en 2011. 

## Contenido
Con el título de Los moldes originales, el autor muestra diversos artículos del Programa de San Sepolcro de Mussolini (1919) y del de 25 puntos de Hitler (1920) y los compara, como calentamiento temático, con varias medidas, leyes y declaraciones programáticas de Castro, Chávez y Morales.
Luego, en el capítulo Detector de fascismos, Lechín propone lo que denomina el Índice facho, un listado de características bajo la cual entiende el autor el modelo fascista; estas categorías o características mostrarán, por ejemplo, a Augusto Pinochet o Jorge Rafael Videla, a pesar de sus crímenes, como dictaduras pero no como fascismos.

### Índice facho
- El caudillo fascista es mesiánico, carismático y de origen plebeyo.
- El brazo del caudillo: el partido y el grupo de choque, sea paramilitar y/o militar (con alto componente lumpen y delincuencial).[cita requerida]
- La lengua del caudillo: la propaganda política.
- La fe del caudillo: la existencia de una fantasiosa promesa política redentora.
- El oído del caudillo: servicios de inteligencia represiva, espías y soplones.
- El caudillo se embarca en la refundación de la patria y/o el cambio de nombre, la reforma constitucional y/o la suplantación constitucional y nuevos símbolos del Estado.
- El caudillo emprende la destrucción de los actos eminentemente liberales (valores e instituciones).
- El caudillo es antiliberal y antinorteamericano.
- El caudillo consigue las siguientes igualdades políticas: Caudillo = Partido = Estado = Nación = Patria = Pueblo = historia épica.
- El pueblo adepto al caudillo: militante adhesión popular. Retorno a la servidumbre.
- La perpetuación del caudillo en el poder: gobierno vitalicio, con o sin elecciones. Monarquía plebeya.
- Valores medievales: coraje militar, arrojo, el prestigio de morir en combate, valores excesivamente viriles (machistas),
 señoriales y homofóbicos, arengar a la tropa en la forma de discurso de confrontación, luchar por un ideal santo, el hereje irreconciliable y muchos otros más.